# پونز

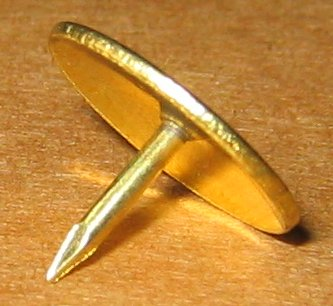
پونز برنجی ویژه تابلوها

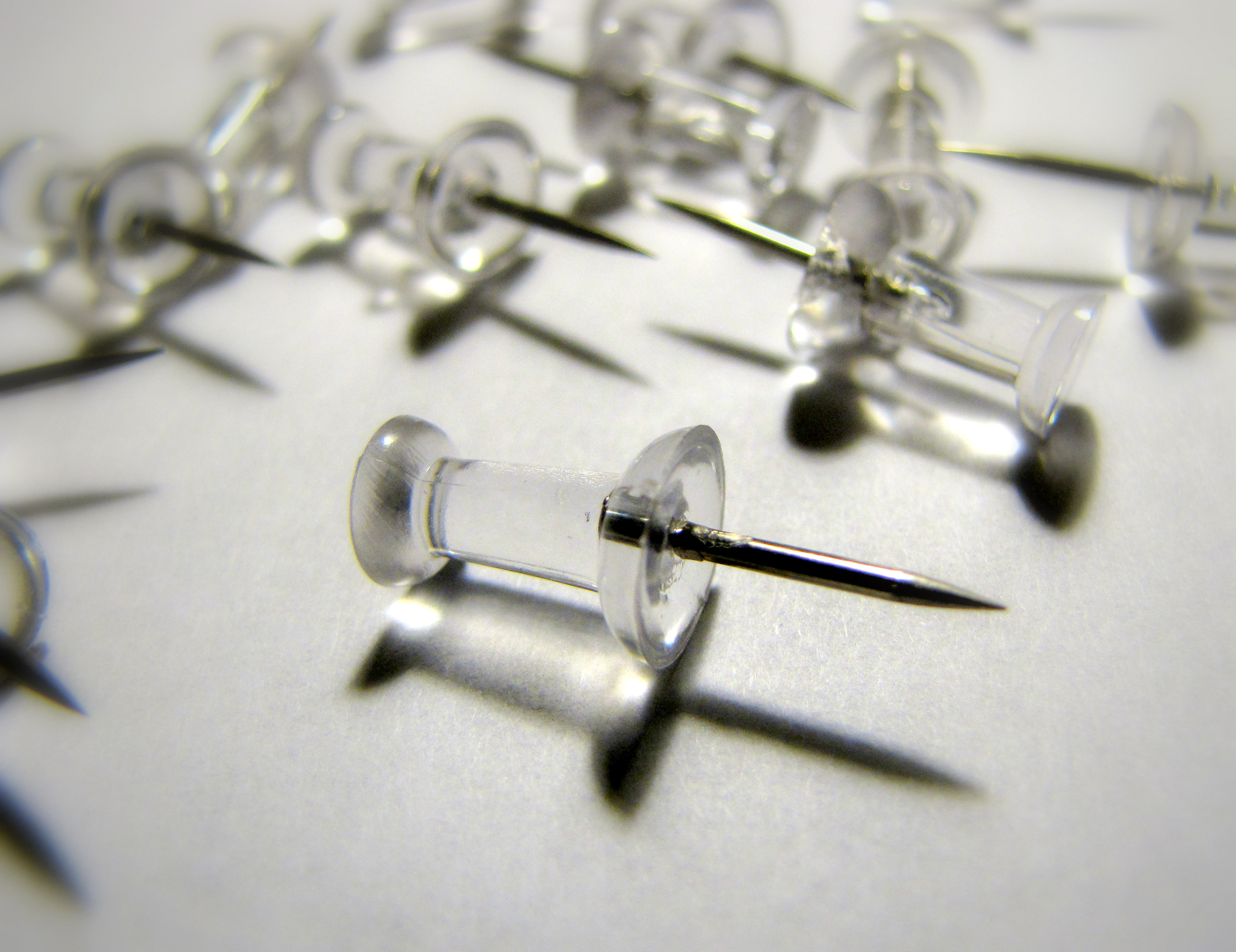
پونزهای فشاری شفاف

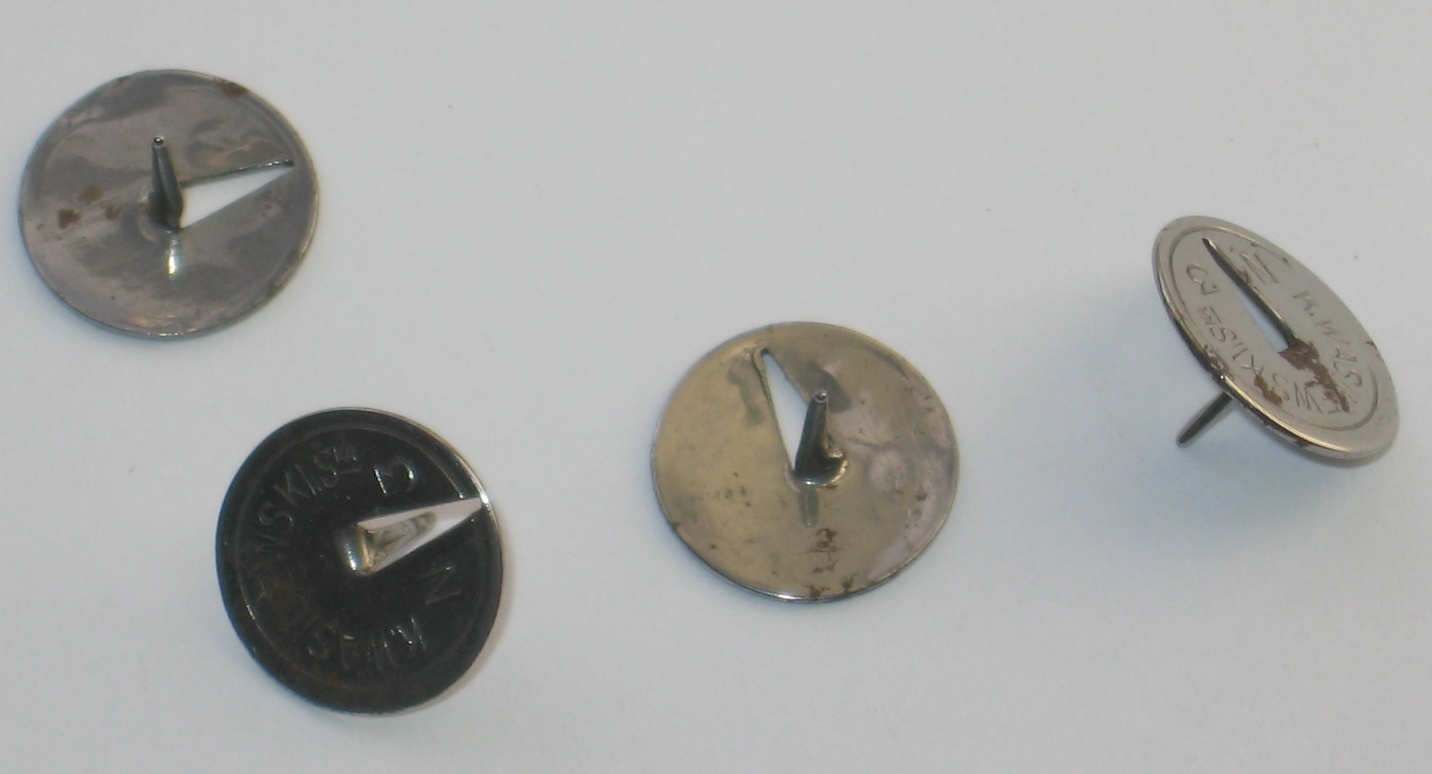
پونزهای کوبیدنی

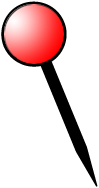
پونزهای ویژه نقشه

پونز (به فرانسوی: punaise) در انواع گوناگونی همچون پونزهای کوبیدنی، پونزهای ویژه تابلو و پونزهایی فشاری یا پایه گِرد یا گاهی به‌صورت گنبدی‌شکل یا سر برآمده وجود دارد که برای نصب اجسامی همچون اسناد یا تابلوی نمایش بر روی دیوار استفاده می‌شود. در مواردی که از پونز استفاده می‌شود می‌توان به‌راحتی و فقط با استفاده از دست آن اسناد یا اجسامی که به وسیلهٔ پونز بر دیوار یا هرجای دیگری نصب شده‌است را برداشت یا گذاشت.
برخی پونزها به صورت دسته‌های رنگی هستند و برخی دیگر از برنج ساخته شده‌اند که «پونز برنجی» نیز نامیده می‌شوند. برخی از آن‌ها به وسیلهٔ یک میله فلزی که به یک سر فلزی تخت وصل می‌شود ساخته می‌شوند. برخی دیگر از پونزها، از فولاد نازک، توسط پِرِس‌کردن و خمیده‌کردن به وجود می‌آیند (نگاه کنید به پونز کوبیدنی).
پونزهای طراحی در دوره‌ای به عنوان وسیله‌ای برای نگه‌داشتن نقاشی‌ها در تابلوهای نقاشی به‌کار می‌رفتند.
پونزهای ویژه نقشه یا پونزهای فشاری، دارای سرهای پلاستیکی یا دسته‌های پلاستیکی هستند که امکان برداشتن را برای انسان، آسان‌تر می‌کند. پونزها با سر کُرَوی نیز برای گذاشتن و برداشتن یا همان کاربرد آسان‌تر بکار می‌روند.

## پیرامون واژه
واژۀ «پونز» در زبان فارسی از زبان فرانسوی (Punaise) وام گرفته شده‌است.